# Nekrolog 1734
Nekrolog
◄◄
| ◄
| 1730
| 1731
| 1732
| 1733
| 1734 | 1735 | 1736 | 1737 | 1738 | ► | ►►
Weitere Ereignisse | Allgemeiner Nekrolog 1734
Die Beschreibung der verstorbenen Person sollte so kurz wie möglich gehalten sein und nur deren signifikante Tätigkeit(en) enthalten.
Neue Namen ggf. auch unter dem Geburts- und Sterbedatum, also etwa unter 1. Januar und im Geburts- und Sterbejahr (2024) eintragen (nur bei entsprechender großer Wichtigkeit). Für Beispiele siehe die schon vorhandenen Artikel.
Außerdem über die fünf zuletzt Verstorbenen, zu denen es einen ausreichend guten Artikel für eine Präsentation auf der Hauptseite gibt, nach der todesbedingten Überarbeitung der Artikel ggf. auch unter Wikipedia Diskussion:Hauptseite informieren und sie am besten auch in den anderen Wikipedia-Sprachversionen eintragen. Tipp: Regelmäßig bei news.google.de nach „ist tot“, „gestorben“ oder „verstorben“ suchen.
Wenn eine Person gestorben ist, gibt es viele Seiten zu dieser Person in der Wikipedia, die davon auch betroffen sind und entsprechend aktualisiert werden müssen. Beispiele: Namenübersichtsseite, Geburtsjahr, Geburtsort-Seiten und viele mehr.
Wie finde ich die betroffenen Seiten?
Im Suchfeld auf der linken Seite gibt man den Suchbegriff so ein: „Vorname Nachname“. Dann klickt man auf Volltext und alle Seiten mit entsprechendem Suchtext werden aufgerufen. Hier sieht man dann schnell, wo auch das Todesjahr Sinn macht oder sogar ein Teil des Artikels angepasst werden muss. Auch hilft das „Werkzeug“ auf der linken Seite sehr gut, um solche Seiten aufzufinden: „Links auf diese Seite“. Somit ist die Wikipedia wieder aktuell in allen Bereichen! Hinweis: bei Eintragung der Kategorie „Gestorben JAHR“ wird der Missbrauchsfilter 49 ausgelöst, was jedoch nicht schlimm ist. Siehe: Spezial:Missbrauchsfilter/49
Dies ist eine Liste von im Jahr 1734 verstorbenen bekannten Persönlichkeiten. Die Einträge erfolgen innerhalb der einzelnen Daten alphabetisch sortiert. Tiere sind im Nekrolog für Tiere zu finden.

## Januar
| Tag        | Name                               | Beruf, bekannt als                                             | Alter | Beleg |
| ---------- | ---------------------------------- | -------------------------------------------------------------- | ----- | ----- |
| 6. Januar  | John Dennis                        | englischer Dramatiker und Kritiker                             |       |       |
| 6. Januar  | Zacharias Konrad von Uffenbach     | Frankfurter Patrizier, Schöffe und Ratsherr                    | 50    |       |
| 11. Januar | Heinrich Karl von Bibra            | deutscher Generalfeldmarschallleutnant                         | 67    |       |
| 13. Januar | Heinrich Askan Engelken            | lutherischer Theologe, Hochschullehrer                         | 58    |       |
| 16. Januar | Johann Anton Wallreuther           | katholischer Priester, Weihbischof von Worms (1731–1734)       | 60    |       |
| 23. Januar | Claude Devic                       | französischer Benediktinermönch der Congrégation de Saint-Maur |       |       |
| 26. Januar | Alexander Hermann von Wartensleben | preußischer Generalfeldmarschall                               | 83    |       |
| 28. Januar | Danylo Apostol                     | Hetman der Ukraine                                             | 79    |       |
| 28. Januar | Ernst Friedrich von Twickel        | deutscher Diplomat, Beamter und Weihbischof in Hildesheim      | 50    |       |

## Februar
| Tag         | Name                      | Beruf, bekannt als                                                                                             | Alter | Beleg |
| ----------- | ------------------------- | --- | ----- | ----- |
| 7. Februar  | Johann Adam Pruner        | österreichischer Politiker und Linzer Bürgermeister, Unternehmer                                               | 61    |       |
| 10. Februar | Jean Raoux                | französischer Maler                                                                                            |       |       |
| 11. Februar | Matthäus Heinrich Allius  | deutscher Jurist sowie königlich-polnischer und kurfürstlich-sächsischer Hof- und Justitienrat am Dresdner Hof | 72    |       |
| 11. Februar | Christian Ulrich II.      | Herzog von Württemberg-Wilhelminenort                                                                          | 43    |       |
| 13. Februar | Rafael Bluteau            | portugiesischer Theatinermönch, Romanist und Lusitanist französischer Herkunft                                 | 95    |       |
| 14. Februar | Hartwig Asch von Schack   | deutsch-dänischer Generalmajor und Träger des Dannebrog-Ordens                                                 |       |       |
| 15. Februar | Franz Jänggl              | österreichischer Baumeister des Barock                                                                         |       |       |
| 18. Februar | Franz Woken               | deutscher Pädagoge, Historiker, Sprachwissenschaftler und lutherischer Theologe                                |       |       |
| 19. Februar | Johann Isaak Freitag      | Schweizer Bildhauer                                                                                            | 51    |       |
| 19. Februar | Michael Heinrich Gribner  | deutscher Rechtswissenschaftler                                                                                | 51    |       |
| 23. Februar | Johann Jakob Lauffer      | Schweizer Theologe und Historiker                                                                              | 45    |       |
| 24. Februar | Johann Mentzer            | deutscher lutherischer Theologe und Kirchenlieddichter                                                         | 75    |       |
| 24. Februar | Lorenz Wetter             | Schweizer Kaufmann und Landammann                                                                              | 80    |       |
| 26. Februar | Marianna Benti Bulgarelli | italienische Opernsängerin (Sopran)                                                                            |       |       |

## März
| Tag      | Name                            | Beruf, bekannt als                                                  | Alter | Beleg |
| -------- | ------------------------------- | ------------------------------------------------------------------- | ----- | ----- |
| 1. März  | Roger North                     | englischer Rechtsanwalt, Biograf und Musiktheoretiker               | 80    |       |
| 2. März  | Friedrich Wilhelm II.           | Fürst von Nassau-Siegen                                             | 27    |       |
| 2. März  | Domenico Trezzini               | Schweizer Architekt                                                 |       |       |
| 3. März  | Claus Stallknecht               | Baumeister                                                          | 52    |       |
| 8. März  | Karlmann Pachschmidt            | österreichischer Benediktiner und Komponist                         | 33    |       |
| 12. März | Karl Franz Joseph Haringer      | österreichischer Barockmaler                                        |       |       |
| 12. März | Antonius Schultingh             | niederländischer Rechtswissenschaftler                              | 74    |       |
| 16. März | Andreas Silbermann              | deutscher Orgelbauer                                                | 55    |       |
| 17. März | Juan de Acuña                   | Vizekönig von Neuspanien                                            | 76    |       |
| 18. März | Johann Heinrich von Keyserlingk | kurländischer Kanzler                                               |       |       |
| 30. März | Emanuel Bondeli                 | Berner Gelehrter und Diplomat                                       |       |       |
| 31. März | Robert Hunter                   | Gouverneur der englischen Kolonien New York, New Jersey und Jamaika |       |       |

## April
| Tag       | Name                                   | Beruf, bekannt als                                                       | Alter | Beleg |
| --------- | -------------------------------------- | ------------------------------------------------------------------------ | ----- | ----- |
| 2. April  | Karl Meichelbeck                       | Benediktinerpater des Stiftes Benediktbeuern, Kirchenhistoriker          | 64    |       |
| 2. April  | Johann Liborius Zimmermann             | deutscher evangelischer Theologe                                         | 31    |       |
| 4. April  | Georg Heinrich Pfeiffer                | deutscher lutherischer Theologe und Bibliothekar                         |       |       |
| 7. April  | Johann Gottfried Zeller                | deutscher Mediziner und Hochschullehrer                                  | 78    |       |
| 8. April  | Henriette Charlotte von Nassau-Idstein | Herzogin von Nassau-Idstein, durch Heirat Herzogin von Sachsen-Merseburg | 40    |       |
| 14. April | Stanislaus Rücker                      | preußischer Akzisedirektor und Stadtrat                                  | 84    |       |
| 25. April | Johann Konrad Dippel                   | deutscher Alchemist, Arzt und Theologe (Pietist)                         | 60    |       |
| 30. April | Grzegorz Gerwazy Gorczycki             | polnischer Komponist des Barock                                          |       |       |

## Mai
| Tag     | Name                        | Beruf, bekannt als                              | Alter | Beleg |
| ------- | --------------------------- | ----------------------------------------------- | ----- | ----- |
| 3. Mai  | Melchior Thomas von Wickede | Ratsherr der Hansestadt Lübeck                  |       |       |
| 4. Mai  | Abel Renz                   | Handelsmann und Bürgermeister von Tübingen      | 69    |       |
| 12. Mai | Fabrizio Pignatelli         | italienischer Geistlicher und Bischof von Lecce | 74    |       |
| 13. Mai | Christian Albrecht Niemann  | Jurist und Bürgermeister der Hansestadt Lübeck  |       |       |
| 13. Mai | James Thornhill             | britischer Maler                                | 58    |       |
| 14. Mai | Georg Ernst Stahl           | deutscher Chemiker, Mediziner und Metallurge    | 74    |       |
| 15. Mai | Sebastiano Ricci            | italienischer Maler                             |       |       |
| 19. Mai | Georg Abraham von Arnim     | königlich preußischer Generalfeldmarschall      | 83    |       |

## Juni
| Tag      | Name                                           | Beruf, bekannt als                                                  | Alter | Beleg |
| -------- | ---------------------------------------------- | ------------------------------------------------------------------- | ----- | ----- |
| 12. Juni | James Fitzjames, 1. Duke of Berwick-upon-Tweed | französischer Heerführer und Marschall                              | 63    |       |
| 11. Juni | Georg Albrecht                                 | 4. Fürst von Ostfriesland                                           | 43    |       |
| 13. Juni | Nicolaus Vetter                                | deutscher Komponist                                                 | 67    |       |
| 15. Juni | Giovanni Ceva                                  | italienischer Mathematiker                                          | 86    |       |
| 17. Juni | Claude-Louis-Hector de Villars                 | Marschall von Frankreich, General                                   | 81    |       |
| 20. Juni | Michael Friedrich von Althann                  | Bischof und Kardinal von Waitzen; Vizekönig von Neapel und Sizilien | 53    |       |
| 25. Juni | Johann Friedrich Riederer                      | deutscher Dichter                                                   | 56    |       |
| 25. Juni | Johann Andreas Thelott                         | deutscher Goldschmied, Zeichner und Kupferstecher                   | 79    |       |
| 26. Juni | Christoph Friedrich von Suckow                 | deutscher Jurist, Direktor des Hofgerichts Köslin                   |       |       |
| 29. Juni | Albrecht Wolfgang von Brandenburg-Bayreuth     | Markgraf von Brandenburg; kaiserlicher General                      | 44    |       |
| 29. Juni | Claudius Florimund Mercy                       | kaiserlicher Feldmarschall                                          |       |       |
| 30. Juni | Joachim Sigismund von Ziegler und Klipphausen  | deutscher Adliger                                                   | 73    |       |

## Juli
| Tag      | Name                      | Beruf, bekannt als                                      | Alter | Beleg |
| -------- | ------------------------- | ------------------------------------------------------- | ----- | ----- |
| 3. Juli  | Carlo IV. Borromeo        | Vizekönig in Neapel und Plenipotentiar in Reichsitalien | 77    |       |
| 12. Juli | Johann Gottlieb Olearius  | deutscher Rechtswissenschaftler und Historiker          | 50    |       |
| 24. Juli | Adolph Wilhelm von Gohren | dänisch-deutscher evangelisch-lutherischer Theologe     | 49    |       |

## August
| Tag        | Name                             | Beruf, bekannt als                                      | Alter | Beleg |
| ---------- | -------------------------------- | ------------------------------------------------------- | ----- | ----- |
| 1. August  | Johann Andreas Gleich            | deutscher lutherischer Theologe                         | 67    |       |
| 8. August  | Hilarius Sigmund                 | österreichischer Zisterzienserabt                       | 69    |       |
| 9. August  | Georg Sigismund Green der Ältere | deutscher lutherischer Theologe                         | 60    |       |
| 14. August | August Christoph von Wackerbarth | sächsischer Generalfeldmarschall                        | 72    |       |
| 16. August | Johann Georg Zimmermann          | deutscher Postkommissar                                 | 54    |       |
| 19. August | Franz Fortunat von Isselbach     | deutscher Freiherr und Generalfeldzeugmeister           |       |       |
| 21. August | Christian Jacob Koitsch          | deutscher pietistischer Theologe und Kirchenlieddichter | 62    |       |
| 27. August | Peter von Blanckensee            | preußischer Dragonerkommandeur, General der Kavallerie  | 75    |       |
| 29. August | Berndt Otto I. von Stackelberg   | schwedischer Feldmarschall, Generalmajor und Adliger    | 72    |       |

## September
| Tag           | Name                                         | Beruf, bekannt als                                                                                | Alter | Beleg |
| ------------- | -------------------------------------------- | ------------------------------------------------------------------------------------------------- | ----- | ----- |
| 1. September  | Traugott Immanuel Jerichow                   | deutscher evangelischer Theologe und Kirchenlieddichter                                           |       |       |
| 3. September  | Christian Ludwig von Brandenburg-Schwedt     | preußischer Offizier, Gouverneur von Halberstadt, Empfänger von Bachs Brandenburgischen Konzerten | 57    |       |
| 5. September  | Nicolas Bernier                              | französischer Komponist                                                                           | 70    |       |
| 8. September  | Michel Sarrazin                              | französisch-kanadischer Arzt und Naturforscher                                                    | 75    |       |
| 13. September | Tobias Querfurt                              | deutscher Maler                                                                                   |       |       |
| 19. September | Franz Ludwig Colmenero de Valderois          | kaiserlich österreichischer Generalmajor                                                          |       |       |
| 19. September | Friedrich Ludwig von Württemberg-Winnental   | deutscher Generalfeldzeugmeister                                                                  | 43    |       |
| 22. September | Enno Rudolph Brenneysen                      | Kanzler Ostfrieslands                                                                             | 64    |       |
| 26. September | Hans Georg Steiner                           | Schultheiss der Stadt Winterthur                                                                  | 80    |       |
| 27. September | Heinrich Friedrich von Württemberg-Winnental | Kaiserlicher Generalfeldmarschalllieutenant                                                       | 46    |       |
| 29. September | Innozenz Fritsch                             | Abt des Zisterzienserklosters Grüssau                                                             | 79    |       |

## Oktober
| Tag         | Name                            | Beruf, bekannt als                                                   | Alter | Beleg |
| ----------- | ------------------------------- | -------------------------------------------------------------------- | ----- | ----- |
| 6. Oktober  | Gottfried Reiche                | deutscher Trompetenvirtuose des Barock und Komponist                 | 67    |       |
| 10. Oktober | Heinrich Wilhelm von Löwenfinck | deutscher Porzellan- und Fayencemaler                                |       |       |
| 10. Oktober | Johann Bernhard Orth            | Bürgermeister von Heilbronn                                          | 57    |       |
| 12. Oktober | Simon Heinrich Adolf            | Graf von Lippe-Detmold                                               | 40    |       |
| 18. Oktober | Vinzenz Stürler                 | Berner Offizier und Magistrat                                        | 72    |       |
| 27. Oktober | Thomas Friedrich Carstens       | deutscher Jurist und Ratssekretär der Hansestadt Lübeck              | 68    |       |
| 28. Oktober | Andreas Schwarz                 | österreichischer Orgelbauer                                          |       |       |
| 29. Oktober | Johann Heinrich Linck           | deutscher Apotheker und Naturforscher                                | 59    |       |
| 31. Oktober | William North, 6. Baron North   | britischer Adliger, General und Politiker, jakobitischer Verschwörer | 55    |       |

## November
| Tag          | Name                                      | Beruf, bekannt als                                                            | Alter | Beleg |
| ------------ | ----------------------------------------- | ----------------------------------------------------------------------------- | ----- | ----- |
| 6. November  | Anne Marie Françoise de Sainte-Hermine    | Dame d’atours der Herzogin von Orléans, der Dauphine und der Königin          | 67    |       |
| 10. November | Christoph Friedrich zu Dohna-Lauck        | Erbfähnrich von Preußen                                                       | 82    |       |
| 14. November | Louise de Kérouaille                      | Herzogin von Portsmouth, Mätresse von König Karl II.                          |       |       |
| 18. November | André-Daniel de Beaupoil de Saint-Aulaire | französischer Bischof                                                         | 83    |       |
| 21. November | Alexis Simon Belle                        | französischer Porträtmaler                                                    | 60    |       |
| 24. November | Johannes Franz Eugen von Savoyen          | Generalfeldwachtmeister Heiliges Römisches Reich                              | 20    |       |
| 30. November | Konstantin Josef von Gatterburg           | österreichischer Adeliger, königlicher Mundschenk und wirklicher Hofkammerrat | 56    |       |

## Dezember
| Tag          | Name                          | Beruf, bekannt als                                                       | Alter | Beleg |
| ------------ | ----------------------------- | ------------------------------------------------------------------------ | ----- | ----- |
| 5. Dezember  | Francesco Pignatelli          | Kardinal der Katholischen Kirche                                         | 82    |       |
| 5. Dezember  | Augustin Johann Thomasberger  | mährischer Bildhauer                                                     |       |       |
| 5. Dezember  | Joseph Vivien                 | französischer Portraitist, der vor allem durch Pastellmalerei hervortrat |       |       |
| 8. Dezember  | James Figg                    | englischer Schwergewichtsboxer                                           |       |       |
| 9. Dezember  | Gaetano Berenstadt            | deutschstämmiger Altkastrat                                              | 47    |       |
| 13. Dezember | Iwan Petrowitsch Kosyrewski   | russischer Forschungsreisender                                           |       |       |
| 14. Dezember | Noël-Nicolas Coypel           | französischer Maler                                                      | 44    |       |
| 14. Dezember | Valentin Müller               | deutscher Orgelbauer und kurpfälzischer Land- und Hoforgelmacher         |       |       |
| 19. Dezember | Johann Adam Morasch           | deutscher Mediziner und Hochschullehrer                                  | 52    |       |
| 21. Dezember | Philipp Hyazint von Lobkowicz | böhmischer Adliger                                                       | 54    |       |
| 22. Dezember | Matthias Pussjäger            | Südtiroler Maler                                                         | 80    |       |
| 27. Dezember | Ernst Heinrich Wackenroder    | deutscher lutherischer Geistlicher, Kirchenhistoriker                    | 74    |       |
| 28. Dezember | Robert Roy MacGregor          | schottischer Volksheld und Geächteter                                    | 63    |       |

## Datum unbekannt
| Tag                      | Name                                 | Beruf, bekannt als                                                                     | Alter | Beleg |
| ------------------------ | ------------------------------------ | -------------------------------------------------------------------------------------- | ----- | ----- |
| zwischen Januar und März | Luigi Antinori                       | italienischer Opernsänger                                                              |       |       |
|                          | Richard Cantillon                    | irischer Bankier                                                                       |       |       |
|                          | Johann Philipp von Droste zu Erwitte | Domherr in Münster und Osnabrück                                                       |       |       |
|                          | Gabriel Iwanowitsch Golowkin         | russischer Politiker                                                                   |       |       |
|                          | Marie-Jeanne Lhéritier de Villandon  | französische Märchenautorin                                                            |       |       |
|                          | Juan Bautista de Orendáin            | spanischer Politiker und Ministerpräsident                                             |       |       |
|                          | Wilhelm Adolf zu Rantzau             | Mitglied aus der Breitenburger Linie der adligen Familie Rantzau in Schleswig-Holstein |       |       |
|                          | Balthasar Friedrich von Schütz       | deutscher Offizier, theologischer Übersetzer und Schriftsteller                        |       |       |
|                          | Hilaire Verloge                      | flämischer Gambist und Komponist                                                       |       |       |